# Gueorgui Parvanov
Gueorgui Sedeftchov Parvanov (en bulgare : Георги Седефчов Първанов ; SBOTCC : Georgi Sedefchov Parvanov, /ɡɛˈɔrɡi sɛˈdɛftʃof pɐrˈvanof/), né le 28 juin 1957 à Sirichtnik (district de Pernik), est un homme d'État bulgare, président de la République du 22 janvier 2002 au 22 janvier 2012.

## Biographie

### Débuts en politique
Sous le régime de la république populaire de Bulgarie, Parvanov intègre le Parti communiste bulgare (BKP) en 1981. Il est promu docteur de la faculté d'histoire de l'université Saint-Clément d'Ohrid de Sofia en 1988. En 1990, le Parti communiste se transforme en Parti socialiste bulgare (BSP) et abandonne le marxisme-léninisme.

### Ascension jusqu'à la présidence
En 1994 il est élu député à l'Assemblée nationale, et en 1996, il devient président du PSB.
En 2001, il abandonne son poste de président du PSB au jeune Sergueï Stanichev. Candidat à la présidentielle qui se tient la même année, il mène un tandem avec l'ancien général Anguel Marin et arrive en tête du premier tour, le 11 novembre, avec 36,4 %, devant le président sortant Petar Stoyanov, de centre droit. Sept jours plus tard, il est élu président de la République par 54,1 % des suffrages exprimés. Il prête serment le 22 janvier 2002.

### Réélection facile en 2006
Il se présente pour un second et dernier mandat lors de l'élection présidentielle de 2006, et s'impose dès le premier tour, le 22 octobre, en remportant 64 % des voix. Toutefois, la participation n'ayant pas atteint 50 % des inscrits. Il se soumet donc, sept jours plus tard, à un second tour contre l'ultra-nationaliste Volen Siderov, deuxième du premier tour avec 21 %. Il le défait largement, en remportant 75 % des suffrages.

### Retour en politique en 2011-2014
N'ayant pas le droit constitutionnel de se représenter à la présidentielle de 2011, il refuse d'indiquer toute préférence envers un candidat, mais annonce qu'il compte redevenir membre du PSB après la prestation de serment de son successeur Rossen Plevneliev.
En janvier 2014, Gueorgui Parvanov annonce que son initiative, appelée ABV, prendra part aux élections européennes, en concurrence avec le Parti socialiste. Le PSB a annoncé qu'il retire sa confiance politique à Gueorgui Parvanov et tous ceux qui coopèrent avec lui (sans mentionner explicitement les noms de ceux-ci), et a également déclaré qu'il s'agit d'une sanction plus sévère que l'exclusion du parti, car elle nécessite une plus grande majorité quand elle est votée,.

### Décorations

#### Etrangères
- Ordre Heydar Aliyev  Azerbaïdjan
- Grand cordon de l'ordre de Léopold  Belgique
- Chevalier grand-croix de l’ordre de la Croix du Sud  Brésil
- Chevalier de l’ordre de l’Éléphant (29 mars 2006)  Danemark
- Collier de l’ordre de la Croix de Terra Mariana (30 mai 2003)  Estonie
- 1ère classe avec chaîne de l’ordre des Trois Etoiles  Lettonie
- Chevalier grand-croix avec chaîne d’or de l’ordre de Vytautas le Grand (13 mars 2009)  Lituanie
- Chevalier grand-croix de l’ordre de Saint-Charles (26 novembre 2004)  Monaco
- Chevalier grand-croix de l’ordre de Saint-Olaf (29 août 2006)  Norvège
- Collier de l’ordre du Mérite Civil (7 juin 2003)  Espagne
- Grand collier de l’ordre de l'Infant Dom Henri (7 octobre 2002)  Portugal